# Eotheria
Clasa Eotheria cuprinde mamifere fosile, aparținînd mezozoicului. Caracteristica esențială a acestor mamifere este prezența a numeroase caractere reptiliene. Aceste caractere sunt o dovadă a originii reptiliene a mamiferelor. Dintre caracterele reptiliene prezente la aceste mamifere mezozoice se pot enumera:
- pe falca inferioară alături de osul dentar se păstrează și osul articular. La mamiferele actuale accesta este inclus în urechea mijlocie;
- incisivii laterali sunt fixați pe maxilar;
- molarii au un relief puțin complicat, relief care amintește de forma triconodontă;
- centura scaplară este formată din oase libere și nu sudate. Coracoidul nu este sudat de omoplat.
Eoterienii cuprind trei genuri fosile.
Infraclasa Eotheria a fost creată în 1958 de Kermack și Mussett ca pentru a clasifica ordinele dispărute Trieonodonta și Doeodonta, care, împreună cu alt ordin de mamifere acvatice dispărute, Triconodonta și singurul ordin încă în viață, Monotremata, fac toate parte din subclasa Prototheria.